# におい
においとは
- 空気中を漂ってきて嗅覚を刺激するもの[1]（注. 『広辞苑』では嗅覚系の説明は2番目以降である）。
- 赤などのあざやかな色彩が美しく映えること[2]。視覚で捉えられる美しい色彩のこと。「匂い」。

## 語義
まず『広辞苑』でどう解説しているか紹介する。次の順番で掲載されている。
- 赤などのあざやかな色彩が美しく映えること[3]。視覚で捉えられる美しい色彩のこと。「匂い」。
- 空気中を漂ってきて嗅覚を刺激するもの[1][4]。

現代では後者のような、嗅覚を刺激され、人が感じる物質や感覚という意味で用いることの方が増えている。

### 表記
「におい」は大和言葉で、漢字を当てる場合、基本的には「匂」「匂い」と表記する。ただし、「匂」は国字である。
良いにおいを「匂い」、悪いにおいは「臭（にお）い」と書くことが多い。
良いにおい（匂い）は大和言葉で「かおり」や、漢語で「香気（こうき）」とも言う。「かおり」に漢字を当てる場合は「香り」「薫り」「芳り」などであり、「芳香」といった熟語もある。いずれも当用漢字で、「芳」は表外訓などを当てる。

### 色彩
においには、赤などのあざやかな色彩が美しく映えることという意味がある。視覚で捉えられる美しい色彩のこと。「匂い」。
例えば『万葉集』には次のような歌がある。
黄葉（もみじは）のにほひは茂し -（『万葉集』10）
また『いろは歌』の冒頭でも「いろはにほへと（色は匂えど）」とある。
伝統的に花の雄蕊雌蕊をまとめて「におい」と言う。日本画や友禅などの和柄、焼物、漆器の蒔絵、絞り細工など細工の花の中心部分のこと。奥により強い存在を感じさせる表に一部が表出したものを「匂い」と呼ぶ。

### 匂い・香りと臭い・臭気の区別
においの中でも、特に好ましいものを「かおり」「香り」「香気（こうき）」「芳香（ほうこう）」と呼び分けることがある。
一方で、不快なにおい、くさい（臭い）においは、現代では「臭気」と言う。「臭」という漢字をあて「臭い（におい）」とも書く。特に強い不快感をもたらすものを悪臭と言い、日本では悪臭防止法により規制対象となっている。また刺激性の化学物質が撒かれたり、物が腐敗したり、焼け焦げたりした時には「異臭」騒ぎと報道されることもある。

## 嗅覚
五感のうちの嗅覚と味覚は、化学物質の刺激によってもたらされる感覚であり「化学感覚」と呼ばれることがある。
物質の匂い分子が空気によって運ばれ、鼻から（食べ物の場合は喉から）嗅上皮に到達し、嗅上皮にある嗅細胞の粘膜になっているひげ状の嗅繊毛に付くことで匂い分子を捉え、嗅神経を通って大脳まで伝達される。
においを持つ物質は約10万から40万種とされるが、リチャード・アクセルとリンダ・バックの研究によると、そのうちヒトが感じ取ることができる匂い物質は1万種類程度であるのに対し、受け取る側の受容タンパク質の形は1,000種類ぐらいしかなく、一対一対応でないことがわかっている。
匂い分子には条件があり、大きな分子では空気中で運ばれず低分子である必要があり、かつ揮発性のあるものでなければならない。また、粘膜への付着に関して、ある程度水や脂に溶ける必要がある。さらに受け取る側の受容タンパク質との関係から、分子構造（立体構造）が鍵と鍵穴のように相互作用するものでなければならない。

## においに対する人の反応および反応差
医学領域における様々な研究成果により、匂いというのは他の感覚とは異なり、大脳辺縁系に直接届いていることが明らかになった。その大脳辺縁系は「情動系」とも呼ばれており、匂いは人間の本能や、特に感情と結びついた記憶と密接な関係があると指摘されている。つまり匂いは最も感情を刺激する感覚なのだとされている。
もともとは、視覚的イメージ（視覚内容）、音（聴覚内容）、味（味覚内容）などに比べると、匂い（嗅覚内容）というのは、科学論文で扱われたり、学校教育の場などで教育されたりする機会は比較的少なかった。
なお、近年の日本では匂いが無いまたはや少ないことが良しとされる傾向があり、家庭用の消臭剤や消臭グッズを買う消費者や、香りの強い化粧品・整髪料を避け、微香性の化粧品・整髪料などを買う消費者も多い。このような「匂いを避ける」という現象の背後には、《匂いの抑圧》があり、さらにその背後には《本能の抑圧》や《性の抑圧》が潜んでいる、と鈴木隆は述べた。
法律や条例による規制対象ではなくても、口臭や加齢臭、腋臭症を含めた過度の体臭、洗濯していない衣服、喫煙などによる不快な臭いについて、トラブルの原因になったり、抑えることがエチケットとされたりする。こうした、臭気で周囲を不快にさせることをスメルハラスメントと呼ぶ。

### 感受性の男女差
立正大学の齊藤勇によると、女性は男性よりも脳の嗅覚野が発達しているので、においの感受性には男女差があり、女性の方がにおいに敏感に反応するという。また、女性は月経周期の時期などによって嗅覚が変化するといい、排卵期には「成人男性に関係するようなにおい」や「不快なにおい」に対する嗅覚感受性が低下し、反対に月経期には反対に敏感になる女性が多いという。
また、同じく齊藤によると、脳の発達には男女差があるという。嗅覚を司る「嗅覚野」と関係の強い大脳辺縁系には、記憶を司る海馬や感情を司る扁桃体があり、嗅覚的感知に大きな影響を与えている。そのため匂いと記憶、匂いと感情は結びつきやすい。そして、女性はにおいを嗅いだ時に、同時にそれに関連する記憶まで呼び覚ましやすいのだという。

## においの利用や抑制
食品や飲料では、素材や調味料、香辛料およびそれらを使った調理・醸造などにより生じる良い匂いや香りを楽しむ。近現代の加工食品・飲料では香料を加えることも多い。
現代では、様々な業種の企業が、においをイメージアップや販売促進に活用しようとしている。こうしたことは10時間以上も香りを長続きさせる最新のにおい噴霧器が開発されたり、「禁煙を手助けする効果がある」「記憶力を高める効果がある」とされる《機能性アロマ》が開発されたりしたことによる。ただし、人工的な香りが氾濫することによって、「日本人がもつ繊細な《香り文化》が失われつつあるのではないか」「自然の、かすかなにおいを教える必要があるのではないか」という専門家の指摘もあるという。

### 生理的な影響と利用
においは人に生理的な影響を与えることがある。例えば、ジャスミンの匂い（香り）は心拍のパワースペクトルのLF成分を有意に増大させる、との研究もある。これはジャスミンの香りが副交感神経の活動を増大させ（＝交感神経を抑制し）、精神性の負荷を減少させることを示唆している。
アロマテラピーは中世にその原型が生まれ、20世紀により具体的に提唱された。主として花や木に由来する芳香成分の香りを活用し、ストレス軽減など心身の健康維持に役立つ、ともされる技術である。

### 匂い・香りの利用や抑制
良い香りを身体・衣服・住居などに漂わせる文化は洋の東西を問わず古来あり、人々は花やハーブを採集したり、香水や香を発達させてきた歴史がある。たとえば、西洋では古代ローマで西暦1世紀頃に書かれたペダニウス・ディオスコリデスの書De Materia Medica（『薬物学』）には、「ラベンダーを蒸留して作るラベンダー油は他のいかなる香料もしのぐ香りだ」と記述され、着衣や髪につけて用いたり入浴剤などにも使われていたようである。それは現代でもフランスなど地中海沿岸の国々の家庭で盛んに用いられているし、東洋では香を探究してゆくうちに香道も行われるようになった。現在でも様々な芳香剤が開発・販売されている。
飲食においても匂い・香りは重要な要素である。人は口に入れたもの（食品・料理）を咀嚼しつつ、その香りも感じ取っている。人間は、香りの良い食材選びや、香辛料の使用、香りが良くなる調理法の選択などにより、匂いや香りの面でも食生活を充実させようと努力してきた。たとえば菓子などでも、同一の基本材料でつくるもので栄養価的にも、テクスチャー（かみごこち）面でも、何ら変わらないと分かっていても、（そして品種を増やすと、生産コストや輸送コストが増えてしまうことが分かっていても）菓子メーカーは、あえて様々な香り（フレイバー）のものをラインナップとして用意することで、人々の多様なフレイバーに対する需要に応えようとすることが（そして結果として総売上を伸ばすことが）広く行われている。人々は、口に入れるものの栄養価（あるいは空腹感を抑える作用）や かみごこち ばかりだけでなく、香り（フレイバー）も大いに楽しんでいるのである。
香水や芳香剤、洗濯用の洗剤・柔軟剤のように、企業が良いにおいとして開発・販売する製品であっても、嗅ぐ人によっては香りが強過ぎると感じたり、不快な臭いとして心身に影響が出たりすることもある。これを現代の日本では、公害とかけて香害（こうがい）と呼ぶこともある。それを防止するには、芳香剤が多量に入っている柔軟剤などの使用を控えるという方法がある。

### くさい臭いの利用や抑制
もともと、人がある種のにおいを悪臭や刺激臭と感じるように進化したのは、腐敗や有害物質などの存在を感じ取るためであり、基本的には悪臭を感知する能力は人の安全の確保に役立っている。
人が悪臭を感知する能力を意図的に利用する製品がある。エタンチオールなどの一部の有機硫黄化合物は低濃度で十分に強い刺激臭を持つ。これを利用して微量のガスが漏れてもすぐわかるようLPG（液化石油ガス）などに付臭剤として添加されることがある。
犯罪捜査においては、人間よりはるかに鋭敏な嗅覚を持つ警察犬を使って、犯人や被害者、遺留品の追跡・捜索を行う。
一般に、くさい臭いは周囲の人を不快にさせる。たとえば次のような臭いである。
- ワキガ（腋臭症）など過度の体臭
- 運動をして汗をかいてから数時間たち、身体表面で雑菌が繁殖して発生させる臭い。
- 着用して汗をかき、数時間以上たち雑菌が繁殖した衣服の臭い。
- 洗濯せず、何度も繰り返し着ている衣服の匂い。
- 長時間、洗口や歯磨きをせず放置しつづける人の口臭。歯と歯の間に残留した食べ物のカスや歯垢や舌の表面で雑菌が繁殖して発生する臭い。
- 常習的に喫煙をする人の息の臭い。

それぞれのくさいにおいを抑える方法がある。
- ワキガについては医師に相談する方法がある。
- 運動して汗をかいた後に身体が汗臭くなることについては、シャワーや入浴などで汗を流し石鹸を使い殺菌することが一般的な方法である。体育館やフィットネスジムなどの多くがシャワールームを備えている。
- 着用して汗をかいた衣服については洗濯して、汗や皮脂を洗い流すことで悪臭やカビの発生を防ぐことが一般的である。衣類は、一度でも袖を通したら、身体の皮脂や汗が衣服に移るので、基本的には洗濯することが望ましい。ダウンウェアなどは頻繁に洗濯することは難しいが、冬の着用シーズンが終了したらクリーニングに出すなどして表面についた皮脂や汗を落とすことが望ましい。
- 口臭については、何度も洗口し、念入りに歯磨きをして歯と歯の間に残った食べ物カスや歯垢を落とし、舌用のブラシで舌の表面を洗う、ということを日々繰り返すことで臭いを抑えることができる。殺菌成分が入った洗口液や歯磨きペーストも販売されており、それを使うとより効果的である。
- 犬などのペットの口臭に関しても、ペットショップなどで犬用歯ブラシが販売されているので、日々ブラッシングをして食べ物のカスを落としてやると臭いを抑えることができる。
- 喫煙者の息の臭いについては、肺にまでタバコの成分が残留して臭っているので、喫煙を控える、禁煙するのが有効で根本的な方法である。

#### 「部屋干し」のにおいの防止法
日本では洗濯物を室内に干す「部屋干し」をした時、部屋干し臭が発生することがある。これは洗濯物が乾燥するまでの長時間、衣類が湿っていることによって雑菌が繁殖し、それによって臭いが発生しているからである。
部屋干し臭の防止法
これを防ぐ方法はいくつかある。一つは、部屋干しグッズ等を使用し、できる限り短時間で乾かすという方法である。他にも、雑菌を極力少ない状態にしておくことも大切である。また、「部屋干し専用」の洗剤（抗菌作用のある薬剤が入っているもの）を使う方法、また通常の洗濯洗剤に加えて衣類用漂白剤（漂白剤は滅菌剤や除菌剤としても作用する）を入れるなどの方法で、菌の繁殖を最低限にすることが可能である。
なお、ヨーロッパでは日本のように「部屋干し」の匂いで悩んでいる人々は少ない。なぜなら、フランスやドイツなどで販売されている洗濯機の多くで洗濯時のお湯の温度を設定する機能がついているものが多く、電気やガスなどできれいな水道水をお湯に温めて設定された温度にしつつ洗濯し、温度としては60℃以上で洗うと洗濯物に潜む雑菌をほぼ全部殺してしまえることがヨーロッパの家庭では常識のように知られており、（洗濯物の状況を判断したり、必要に応じて）そうした温度に設定して洗う習慣がある。そのようにして洗った後は衣服に潜む雑菌が殺菌されているので、たとえ部屋干ししてもあまり変な臭いがせず、爽やかに仕上るようになっている。

#### くさい臭いを楽しむ遊び等
人は悪臭を避けるだけでなく、わざわざ悪臭を感じて、その悪臭の衝撃を楽しむことがある。意図的に、悪臭を放つ発酵食品などを好んで食べたり、好奇心から悪臭を嗅いでみたりすることもある。後者の例としては、アメリカ合衆国で開催されている「最も臭いスニーカーコンテスト」（ロッテン・スニーカー・コンテスト）があるほか、東京の池袋PARCOが2018年1～2月、シュールストレミングのにおいなどを嗅げる「におい展」を開催した。スウェーデン南部のマルメでは2018年に期間限定で「不快な食べ物博物館」が開設され、シュールストレミングのほかドリアンなど臭いが強い食品も展示された。なお食品などで、においの強さを示す指標としては「アラバスター単位」（AU）が使われる。

## においの計測とデジタル的再現
食品などでにおいの強さを示す指標としては「アラバスター単位」（AU）が使われる。各種の臭気計に加えて、においの種類や強さを可視化するカメラが豊橋技術科学大学や浜松ホトニクスによって開発された。
遠隔的再現法
また、人間の嗅覚が感じ取れるにおいの構成物質を分析して、「要素臭」の組み合わせや合成をすることにより、バーチャル・リアリティ（VR）やゲームを含む映像や疑似体験と連動させて、においを遠隔地でも再現する技術も実用化されつつある。
嗅覚ディスプレイ
映像や音と異なり発生や制御が困難とされてきたが、1ミリ秒以下の時間幅でパルス状に匂いを発生させる嗅覚ディスプレイの研究開発が行われている。

## 香りの博物館
香りをテーマとした展示を行う「磐田市香りの博物館」（静岡県）や「大分香りの博物館」（別府市）がある。
Museum of the Land of Frankincense - オマーンにある乳香の博物館。

## 宗教と香りの利用

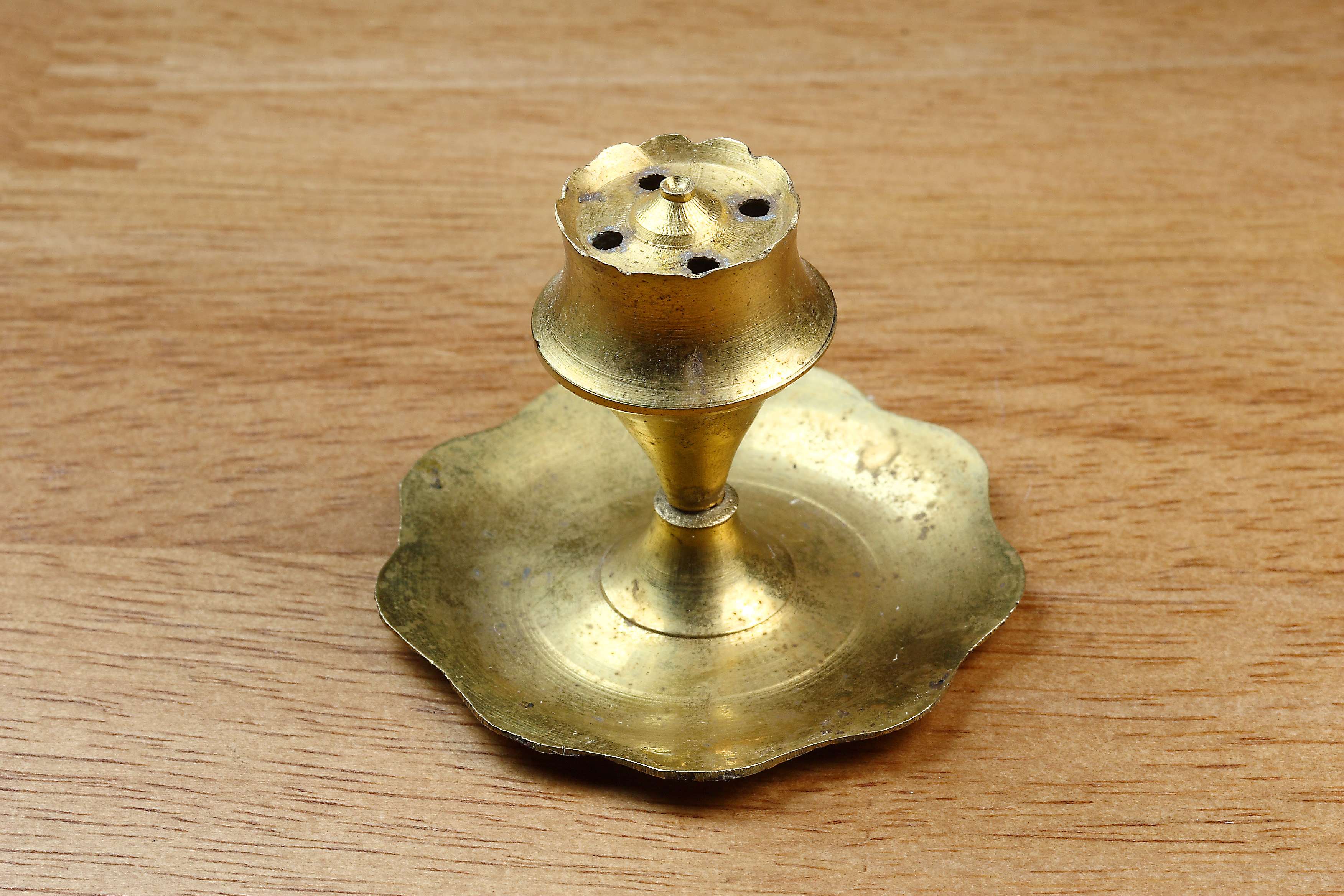
ヒンズー教の線香立て

- 線香 ‐ 日本では、香・花・灯燭・浄水・飲食の五つを五供（ごく）と呼び、お供えに使用する[29]。
- インドのお香（英語版）
- ロープ香（英語版）（ねじり香） - ネパールやチベットで作られたロープ状のお香。
- スマッジング（英語版） ‐　アメリカ先住民はパロサント（英語版）（スペイン語で聖なる木の意味）などの様々な香木で浄化などの儀式を行う。